# NGC 2369
NGC 2369 ist eine Balken-Spiralgalaxie vom Hubble-Typ SBa im  Sternbild Carina am Südsternhimmel. Sie ist schätzungsweise 135 Millionen Lichtjahre von der Milchstraße entfernt und hat einen Durchmesser von etwa 145.000 Lichtjahren. 
Die Typ-Ia-Supernova SN 2008cm wurde hier beobachtet.
Das Objekt wurde am 26. Dezember 1834 von dem Astronomen John Herschel mit einem 47,5-cm-Teleskop entdeckt.

## NGC 2369-Gruppe (LGG 144)
| Galaxie   | Alternativname | Entfernung/Mio. Lj |
| --------- | -------------- | ------------------ |
| NGC 2369  | PGC 20556      | 135                |
| NGC 2381  | PGC 20694      | 130                |
| NGC 2417  | PGC 21155      | 133                |
| IC 2200   | PGC 21075      | 135                |
| PGC 21062 | IC 2200A       | 135                |
| PGC 20640 | NGC 2369A      | 131                |

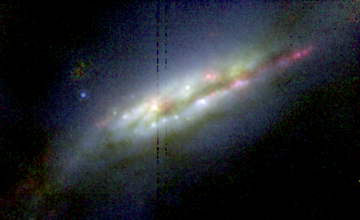
Das Zentrum von NGC 2369 im Infrarot aufgenommen von dem  Hubble-Weltraumteleskop in Falschfarbendarstellung: Die Wellenlänge 1,1 µm ist blau, 1,87 µm grün und 1,9 µm rot zugeordnet